# Gizem Örge
Gizem Örge (Ancara, 26 de abril de 1993) é uma voleibolista turca, que atua na posição de líbero.

## Carreira
Ela começou sua carreira esportiva em sua cidade natal, Ancara. Após obter a licença, jogou no time feminino do Ankara Eczacı Spor que se tornou vice-campeão do Campeonato Turco. Em seguida, ela foi admitida na seleção feminina e aproveitou a promoção de sua equipe à Segunda Liga Turca de Voleibol Feminino.
Ainda estudante do ensino médio, Örge foi transferida para o Nilüfer Belediyespor em Bursa na temporada 2008-09. Após sua transferência para o Vakıfbank, ela foi emprestada ao Nilüfer Belediyespor.
Na temporada 2013-14, ela se juntou à equipe Vakıfbank, e substituiu com sucesso a líbero Gizem Güreşen Karadayı, lesionada. Ela ganhou o título de campeã na temporada 2013–14 da Liga Turca de Voleibol Feminino com o Vakıfbank, e tornou-se vice-campeã na Liga dos Campeões Femininos CEV 2013–14.
Na temporada 2021-22, ela se transferiu para o time do Fenerbahçe.

## Títulos

### Clubes
- Campeonato Turco

2013–14, 2020–21, 2022–23, 2023–24
- Copa da Turquia

2013–14, 2017–18, 2020–21, 2023–24
- Supercopa Turca

2021–22
- Campeonato Mundial de Clubes

2017, 2018
- Liga dos Campeões da Europa

2016–17, 2017–18

### Seleção
- Liga das Nações

2023
- Campeonato Europeu

2023
- Liga Europeia

2014

## Premiações individuais
- Melhor líbero do Campeonato Mundial de Voleibol Feminino Sub-23 de 2015
- Melhor líbero da Liga dos Campeões da Europa de Voleibol Feminino de 2017-18
- Melhor líbero do Campeonato Mundial de Clubes de Voleibol Feminino de 2018
- Melhor líbero da Liga das Nações de Voleibol Feminino de 2023